# Бучек (Свентокшиське воєводство)
Бучек (пол. Buczek) — село в Польщі, у гміні Двікози Сандомирського повіту Свентокшиського воєводства.
Населення — 65 осіб (2011).
У 1975-1998 роках село належало до Тарнобжезького воєводства.

## Демографія
Демографічна структура на день 31 березня 2011 року:
|          | Загалом | Допрацездатний вік | Працездатний вік | Постпрацездатний вік |
| -------- | ------- | ------------------ | ---------------- | -------------------- |
| Чоловіки | 34      | 9                  | 23               | 2                    |
| Жінки    | 31      | 4                  | 16               | 11                   |
| Разом    | 65      | 13                 | 39               | 13                   |